# Ghost Town (Adam Lambert)
Ghost Town è un brano musicale pubblicato dal cantante americano Adam Lambert e pubblicato come primo singolo estratto dall'album The Original High. Il brano è stato reso disponibile per il download digitale dal 21 aprile 2015. Il brano è stato scritto da Adam Lambert, Sterling Fox, Max Martin, Ali Payami e Tobias Erik Karlsson.
Secondo Jason Lipshutz di Billboard, il brano inizia con "un fischio del West",che cuce assieme la ballad e la chitarra, arricchendola con schiocchi electronic dance music."

## Video
Il video musicale di Ghost Town è stato diretto da Hype Williams ed è stato pubblicato il 29 aprile 2015. Il video in bianco e nero si focalizza su Adam che balla su uno sfondo bianco mentre si ritagliano a scatti alcuni ballerini che si susseguono a ritmo del fischiettio del brano.

## Classifiche
| Classifica (2015) | Posizione massima |
| ----------------- | ----------------- |
| Australia         | 2                 |
| Austria           | 10                |
| Belgio (Fiandre)  | 80                |
| Belgio (Vallonia) | 67                |
| Canada            | 57                |
| Danimarca         | 30                |
| Finlandia         | 13                |
| Germania          | 11                |
| Irlanda           | 68                |
| Nuova Zelanda     | 27                |
| Paesi Bassi       | 8                 |
| Regno Unito       | 71                |
| Spagna            | 12                |
| Stati Uniti       | 64                |
| Stati Uniti (Pop) | 20                |
| Svezia            | 25                |
| Svizzera          | 50                |